# Kujaty
Kujaty (dodatkowa nazwa w j. kaszub. Kùjôtë) – wieś kaszubska w Polsce, położona w województwie pomorskim, w powiecie kartuskim, w gminie Sierakowice, na Pojezierzu Kaszubskim. Wieś jest częścią składową sołectwa Tuchlino.
W latach 1975–1998 miejscowość administracyjnie należała do województwa gdańskiego.
| SIMC    | Nazwa     | Rodzaj    |
| ------- | --------- | --------- |
| 0171049 | Zarębisko | część wsi |

## Z kart historii
Od końca I wojny światowej wieś znajdowała się ponownie w granicach Polski (powiat kartuski). Do 1918 roku obowiązującą nazwą niemieckiej administracji dla Kujat była Kujatti. Podczas okupacji niemieckiej nazwa Kujatti w 1942 roku została przez nazistowskich propagandystów niemieckich (w ramach szerokiej akcji odkaszubiania i odpolszczania nazw niemieckiego lebensraumu) zweryfikowana jako zbyt kaszubska i przemianowana na nowo wymyśloną i bardziej niemiecką – Michelberg.